# ستيف كيج
ستيف كيج (بالإنجليزية: Steve Gage)‏ هو لاعب كرة قدم أمريكية أمريكي، ولد في 10 مايو 1964 في كلارمور في الولايات المتحدة.

## وصلات خارجية
- ستيف كيج على موقع مرجع كرة القدم المحترفة.كوم (الإنجليزية)